# Estearat

Ió estearat

Estearat és una forma aniònica de l'àcid esteàric, fórmula C17H35COO−.

## Exemples
- Estearat de liti, LiO₂C(CH₂)16CH₃
- Estearat de sodi, Na(C17H35COO)
- Estearat de calci, Ca(C17H35COO)₂
- Estearat de magnesi, Mg(C17H35COO)₂